# Paula Unzueta
Paula Christina Unzueta Sachse 28 de diciembre de 1988) es una periodista, modelo y presentadora de televisión boliviana. Desde 2013 conforma el jurado del programa de canto Yo me Llamo,  es emitido por la cadena televisiva UNITEL.  en 2015 fue panelista del programa infantil "Te regalo una canción".

## Biografía
Paula Unzueta nació el 28 de diciembre de 1988. Es hija del cochabambino Jorge Unzueta, y de la brasileña Cecilia Sachse. A sus 8 años de edad,en 1996,  Unzueta vuelve a Bolivia, radicando con toda su familia en la ciudad de Cochabamba. Es hermana de la modelo Karen Unzueta y de Jorge Unzueta. Hizo sus estudios escolares en el Colegio Alemán Federico Froebel de la ciudad de Cochabamba.

### Modelaje
Unzueta siempre se vio atraída por el modelaje, cuando tenía 16 años (en 2004), la agencia "La Mesón" de Marcelo Antezana la invitó a dar sus primeros pasos en el mundo de las pasarelas en la ciudad de Cochabamba. En 2006, al igual que su hermana, Paula se convirtió en una de las modelos denominadas magníficas por Pablo Manzoni con quien trabajó hasta el año 2013, cuando Unzueta decidió dedicarse al modelaje independiente.  
Fue  imagen de la marca de calzados "Picadilly" y continuó trabajando como modelo de calendarios como los de las empresas  "Hielo Seco" en el año 2009, y  la cementera SOBOCE.

### Periodismo
En 2011, Unzueta  trabajó como periodista en el periódico Los Tiempos de la ciudad de Cochabamba. Fue estudiante de comunicación social en la Universidad Católica Boliviana de esa ciudad cuando empezó sus prácticas en la revista "Click, M de Mujer, y H de Hombre" de dicho periódico. Allí realizaba artículos de salud, moda, entre otros, posteriormente se graduaría de la Carrera de Comunicación Social en Cochabamba.

### En tv nacional
Es desde el año 2012 que se traslada a Santa Cruz, debido a una invitación que recibe del Canal PAT, para trabar en esa ciudad en el programa de televisión Red Social.Desde el año 2013 es que forma parte del jurado del programa "Yo me llamo" de Unitel de la misma ciudad.
En 2012, las reconocidas agencias de modelos L´equipe y Ford de la ciudad de São Paulo, Brasil le ofrecieron contratos, pero  Unzueta los rechazo, ya que ya tenía un contrato firmado con el canal PAT.

## Televisión
Unzueta entró por primera vez a la televisión boliviana el año 2009 con el programa musical de la ciudad de La Paz 5.5 de la red televisiva PAT y en 2012, en la ciudad de Santa Cruz con el programa de concursos y juego "Red Social" emitido por el mismo canal y bajo la conducción del actor Pablo Fernández.
Actualmente conforma el jurado en el programa boliviano de canto Yo me Llamo, el cual es emitido desde 2013 por la cadena televisiva UNITEL.

## Vida personal
Paula Unzueta, empezó a tener una relación de amistad desde 2005 para luego pasar a tener una relacional sentimental con el exvocalista del grupo cochabambino "JADE" Diego Antezana. Paula Unzueta se casó con Antezana en Punta Cana, República Dominicana en marzo de 2014, a los 26 años de edad.
Una de las experiencias que Paula destaca, fue durante un programa de eliminación en el teatro al aire libre de la ciudad de La Paz donde participó como jurado frente a 10.000 personas. 
Unzueta fue nombrada por la empresa Ésika como una celebridad de Latinoamérica, mención que comparte con Ana de la Reguera (actriz de cine y televisión mexicana), Claudia Bahamón (presentadora de televisión y modelo colombiana) y Maju Mantilla (exreina de belleza peruana).
El 12 de agosto de 2016 Paula Unzueta se convirtió en mamá de una niña.